# Murailles de Batignano
Les murailless de Batignano (en italien mura di Batignano) constituent le système défensif du village de Batignano, frazione de la commune de Grosseto, en Toscane.

## Histoire
Une première muraille a été construite à Batignano au XIIe siècle pour défendre le quartier de la noblesse situé dans la partie supérieure de la ville.
Au fil du temps, le centre s'est de plus en plus étendu vers la périphérie située à un niveau inférieur à la zone seigneuriale préexistante ; une fois ce processus terminé, il était nécessaire de construire un autre dispositif défensif qui protégeait la partie la moins ancienne. La construction des nouvelles murailles, plus extérieures que les préexistantes, s'est poursuivie entre les XIIIe et XIVe siècles et, une fois achevées, elles ont pris un périmètre à peu près elliptique.
Au cours des siècles suivants, les remparts de Batignano ont suivi le sort du reste du village, faisant face à des périodes de déclin suivies de travaux de restructuration et de réaménagement urbains, qui ont conduit, entre autres, à l'incorporation de certains pans de mur dans le périmètre des bâtiments résidentiels.

## Description
Les remparts sont divisés en deux cercles concentriques distincts, un intérieur plus ancien et un extérieur relativement plus moderne.
Les murs intérieurs de forme trapézoïdale étaient presque intégrés aux murs extérieurs des bâtiments situés au sommet du centre-ville, parmi lesquels on reconnaît l'ancien donjon et un bâtiment en forme de tour.
Le mur extérieur, de forme grossièrement elliptique, délimite complètement le village, alternant certains pans de courtine qui ont parfaitement conservé les caractéristiques médiévales d'origine (rive ouest du cercle) avec d'autres qui s'intègrent dans les murs d'enceinte extérieurs de certains édifices.
Deux portes s'ouvrent le long du mur extérieur (Porta Senese et Porta Grossetana), tandis qu'une tour s'élève le long de la rive ouest.

## Galerie

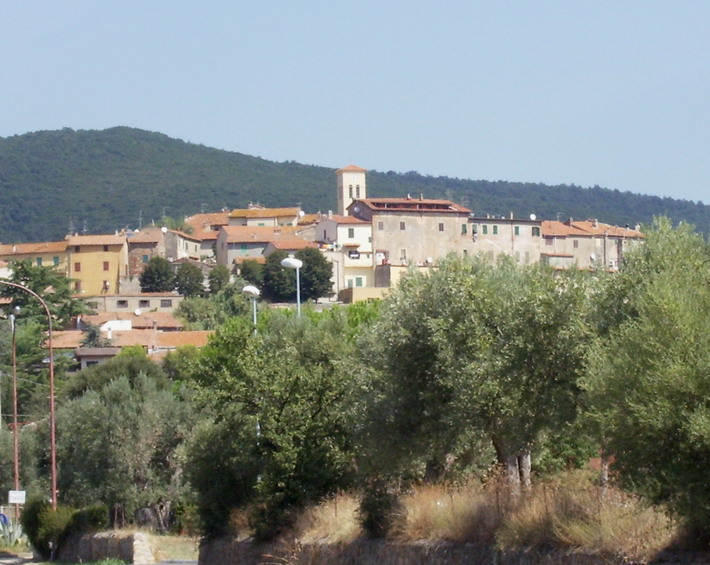
Batignano
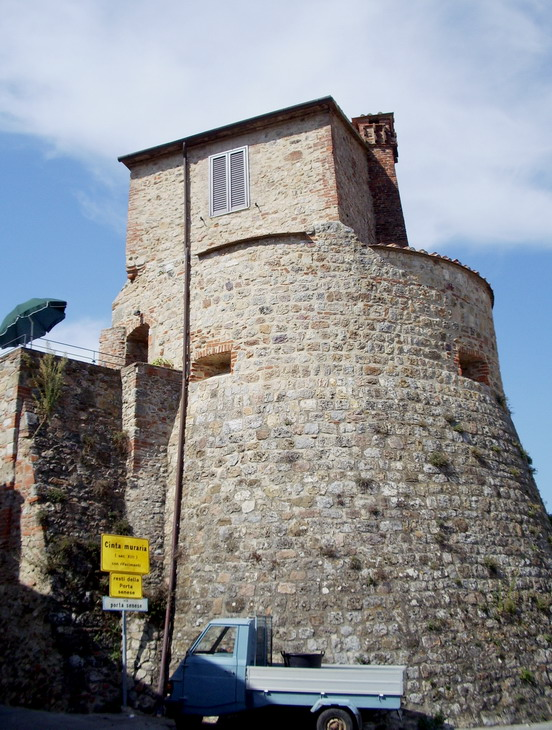
Porta Senese
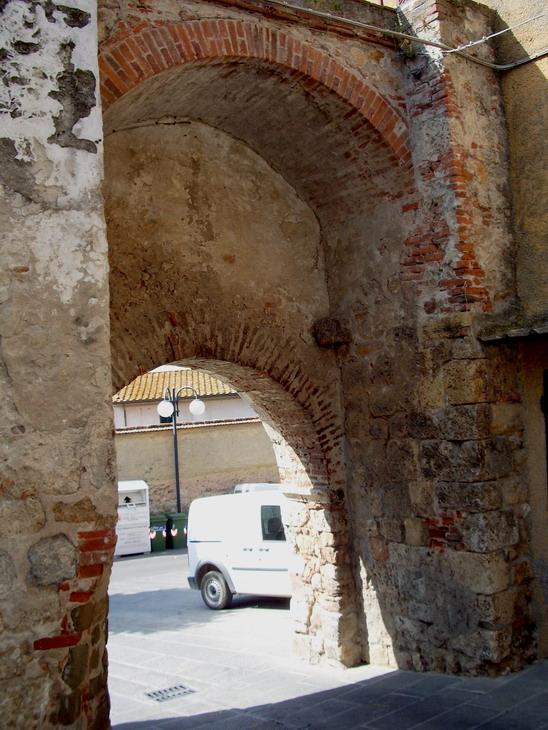
Porta Grossetana